# 4621 Tambov
4621 Tambov је астероид главног астероидног појаса чија средња удаљеност од Сунца износи 2,386 астрономских јединица (АЈ).
Апсолутна магнитуда астероида је 13,4.